# Irish Open 1934
Die Irish Open 1934 waren die 28. Austragung dieser internationalen Meisterschaften von Irland im Badminton. Sie fanden in Dublin statt.	

## Finalresultate
| Disziplin    | Sieger                             | Finalist                            | Ergebnis           |
| ------------ | ---------------------------------- | ----------------------------------- | ------------------ |
| Herreneinzel | Raymond M. White                   | Alan Titherley                      | 14–17, 15–12, 15–7 |
| Dameneinzel  | Thelma Kingsbury                   | D. Kenny                            | 11–2, 11–2         |
| Herrendoppel | Ian Maconachie Willoughby Hamilton | Donald C. Hume Ralph Nichols        | 15–9, 12–15, 15–5  |
| Damendoppel  | Marian Horsley Betty Uber          | Marjorie Henderson Thelma Kingsbury | 15–6, 15–10        |
| Mixed        | Donald C. Hume Betty Uber          | Ian Maconachie Marian Horsley       | 15–12, 15–8        |